# Policia de Somalilàndia
La policia de Somàlilandia es va formar com a continuació a aquest territori, el 1993, de la Força de Policia Somali creada el 1960 i a la que es van integrar els anomenats British Somaliland Scouts, la força policial del protectorat britànic, i el Cos de Policia de Somàlia, de la Somàlia Italiana. Va dependre sempre de les Forces Armades, pero no n'era una branca. Fins al 1976 va estar sota control del ministeri de l'Interior i després del Conseller Presidencial d'Afers de Seguretat. Cada regió disposava d'un comandant de policia, i a Somalilàndia hi havia 5 caps policials el 1991, i van passar a ser sis el 1992.